# Phreatomerus latipes
Phreatomerus latipes là một loài chân đều trong họ Amphisopidae. Loài này được Chilton miêu tả khoa học năm 1922.